# Espinasse (Cantal)
 Espinasse  es una población y comuna francesa, situada en la región de Auvernia, departamento de Cantal, en el distrito de Saint-Flour y cantón de Chaudes-Aigues.

## Demografía
| 159 | 148 | 149 | 123 | 92 | 80 |
| Para los censos de 1962 a 1999 la población legal corresponde a la población sin duplicidades (Fuente: INSEE [Consultar]) |     |     |     |    |    |